# NGC 1062
NGC 1062 — звезда в созвездии Треугольник.
Смещение от галактики NGC 1061, измеренное Коуплендом, падает точно на слабую звезду рядом с ней, поэтому идентификация объекта несомненна. Однако Джон Дрейер при измерении координат NGC 1062 ошибочно идентифицировал свою звезду сравнения, поэтому они оказались неправильными (отклонение на 1,8 секунд прямого восхождения и на 21"). Некоторые каталоги неправильно отождествляют NGC 1062 с PGC 10331.